# Бетейвія (Айова)
Бетейвія (англ. Batavia) — місто (англ. city) в США, в окрузі Джефферсон штату Айова. Населення — 430 осіб (2020).

## Географія
Бетейвія розташована за координатами 40°59′42″ пн. ш. 92°10′3″ зх. д. / 40.99500° пн. ш. 92.16750° зх. д. (40.995102, -92.167393).  За даними Бюро перепису населення США в 2010 році місто мало площу 1,54 км², уся площа — суходіл.

## Демографія
Згідно з переписом 2010 року, у місті мешкало 499 осіб у 216 домогосподарствах у складі 137 родин. Густота населення становила 324 особи/км².  Було 236 помешкань (153/км²).
Расовий склад населення:
| - 99,2 % — білих - 0,2 % — корінних американців |

До двох чи більше рас належало 0,4 %. Частка іспаномовних становила 3,6 % від усіх жителів.
За віковим діапазоном населення розподілялося таким чином: 23,8 % — особи молодші 18 років, 61,2 % — особи у віці 18—64 років, 15,0 % — особи у віці 65 років та старші. Медіана віку мешканця становила 40,4 року. На 100 осіб жіночої статі у місті припадало 84,8 чоловіків;  на 100 жінок у віці від 18 років та старших — 81,0 чоловіків також старших 18 років.
Середній дохід на одне домашнє господарство  становив 43 757 доларів США (медіана — 39 808), а середній дохід на одну сім'ю — 54 603 долари (медіана — 53 125). Медіана доходів становила 43 482 долари для чоловіків та 31 618 доларів для жінок. За межею бідності перебувало 27,1 % осіб, у тому числі 42,7 % дітей у віці до 18 років та 10,9 % осіб у віці 65 років та старших.
Цивільне працевлаштоване населення становило 308 осіб. Основні галузі зайнятості: роздрібна торгівля — 18,5 %, виробництво — 16,9 %, освіта, охорона здоров'я та соціальна допомога — 14,0 %.